# Maria Lluïsa Oliveda i Puig
Maria Lluïsa Oliveda i Puig   (Barcelona, 6 de juliol de 1922 - Barcelona, 20 de juny de 2020) fou una actriu i directora de teatre catalana, lluitadora pels drets de les dones.
Durant la dècada de 1940 va col·laborar amb el Teatro Español Universitario i amb grups d'aficionats com el Club Maria Guerrero o el Club Helena. Després de 1950 entra a formar part del Teatre Studium, amb Lluís Masriera. El 1957 va fundar el Pequeño Teatro a Barcelona, on va fer muntatges d'obres de Carlo Goldoni, Jorge Guillén i Arthur Schnitzler, entre d'altres. El 1973 s'encarrega de la direcció artística del Teatre Grec de Montjuïc i el 1980 crea el Teatre Experimental de Dones, amb el qual recorrem poblacions de Catalunya, Castelló i València i obté el Premi Lisístrata al Festival Internacional de Teatre de Sitges. Amb María José Ragué i Araceli Bruch funda l'associació Teatre+dona per tal de donar visibilitat a la creativitat de les dones en tot el ventall de possibilitats del teatre.
Va lluitar pels drets de les dones més de trenta anys, en el món del teatre, i també per promoure activament la incorporació de la dona a la vida cultural i social de Catalunya a través de diverses entitats, entre elles l'Ajuntament de Barcelona (Consell de Dones de Barcelona). Va ser presidenta del Consejo Nacional de las Mujeres de España. El 1999 va rebre la Medalla d'Honor de Barcelona i el 2006 va rebre la Creu de Sant Jordi. Va morir als 97 anys a Barcelona, el 20 de juny de 2020.